# Anasedulia
Anasedulia es un género de saltamontes perteneciente a la subfamilia Catantopinae de la familia Acrididae, y está asignado a la tribu Gereniini. Este género se ha encontrado en Tailandia.
Anasedulia es un género monotípico, y su única especie es Anasedulia maejophrae, Dawwrueng, Storozhenko & Asanok, 2015.